# Zdzisław Harlender

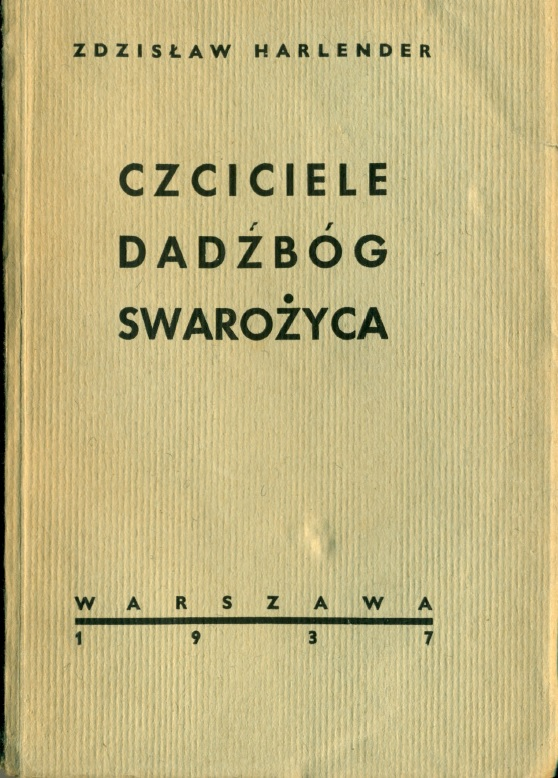

Zdzisław „Lubomir” Harlender (ur. 15 czerwca 1898 w Krakowie, zm. 11 września 1939 w Warszawie) – pilot, żołnierz, publicysta i pisarz polityczny, syn Stanisława. Przedstawiciel narodowego nurtu polskiego neopogaństwa.

## Życiorys
Zdał maturę w Wyższej Szkole Realnej w Tarnowie w 1917, w tymże roku powołany do armii Austro-Węgier. W 1918 wziął udział w obronie Lwowa, podczas której został ranny. Po rekonwalescencji w 1919 zgłosił się do Wojska Polskiego na ochotnika do II Grupy Lotniczej w Krakowie. Ukończył Niższą Szkołę Pilotów w lutym 1920 roku, podczas szkolenia służył w ochronie lotniska polowego i wykonywał loty jako obserwator. Następnie ukończył Wyższą Szkołę Pilotów w Ławicy. W maju 1921 zdemobilizowany, rozpoczął studia. W 1922 roku ukończył Państwową Szkołę Handlową we Lwowie oraz 4 semestry Wyższej Szkoły Handlowej w Warszawie. Pracował m.in. jako nauczyciel i dziennikarz. W 1932 roku ukończył szkolenie w SPR Piech w Zambrowie. W 1934 mianowany podporucznikiem piechoty.
Do 1939 roku publikował pięć książek i broszur – dwie z nich mają charakter ekonomiczny, jedna to wspomnienia wojenne, zaś ostatnia pozycja pt. Polski dynamizm polityczny to broszura o polityce polskiej, zawierającą m.in. wizję „rozwiązania problemu żydowskiego” w Polsce drogą emigracji. W książce Czciciele Dadźbóg Swarożyca zawarł swoją wizję Słowiańszczyzny przedchrześcijańskiej, oraz nadzieje na odrodzenie jej ducha w przyszłości. Jego stanowisko było niezależne od innych grup narodowych i neopogańskich – był nacjonalistą i neopoganinem, ale nie endekiem i bez związków z Zadrugą czy środowiskiem „Demiurga”.
W 1939 zmobilizowany do Wojska Polskiego. Poległ w Warszawie 11 września 1939. Pochowany na Cmentarzu Wojskowym na Powązkach w Warszawie (kwatera A25-5-29).

## Twórczość
- Manipulowana waluta wewnętrzna i pieniądz do wypłat międzynarodowych, Warszawa 1933
- Na podniebnych szlakach. (Zakochani w maszynach), Warszawa 1935
- Waluta o ustalonej sile nabywczej, Warszawa 1935
- Czciciele Dadźbóg Swarożyca, Warszawa 1937
- Polski dynamizm polityczny: praca dyskusyjna, Warszawa 1939